# Minnesota Lynx 2022
La stagione 2022 delle Minnesota Lynx fu la 24ª nella WNBA per la franchigia.
Le Minnesota Lynx arrivarono quinte nella Western Conference con un record di 14-22, non qualificandosi per i play-off.

## Roster
| N° | Naz.                   | Ruolo | Sportivo         | Anno | Alt. | Peso |
| -- | ---------------------- | ----- | ---------------- | ---- | ---- | ---- |
| 0  | Stati Uniti (bandiera) | GA    | Rennia Davis     | 1999 | 185  | 77   |
| 0  | Stati Uniti (bandiera) | G     | Odyssey Sims     | 1992 | 173  | 74   |
| 2  | Stati Uniti (bandiera) | G     | Lindsay Allen    | 1995 | 173  | 65   |
| 2  | Stati Uniti (bandiera) | G     | Evina Westbrook  | 1998 | 183  | 71   |
| 3  | Stati Uniti (bandiera) | GA    | Aerial Powers    | 1994 | 175  | 77   |
| 4  | Stati Uniti (bandiera) | G     | Moriah Jefferson | 1994 | 168  | 56   |
| 6  | Canada (bandiera)      | GA    | Bridget Carleton | 1997 | 185  | 88   |
| 7  | Stati Uniti (bandiera) | C     | Elissa Cunane    | 2000 | 196  | 86   |
| 8  | Stati Uniti (bandiera) | G     | Kamiah Smalls    | 1998 | 178  |      |
| 10 | Stati Uniti (bandiera) | A     | Jessica Shepard  | 1996 | 191  | 79   |
| 11 | Canada (bandiera)      | A     | Natalie Achonwa  | 1992 | 191  | 88   |
| 12 | Brasile (bandiera)     | A     | Damiris          | 1992 | 191  | 93   |
| 15 | Stati Uniti (bandiera) | G     | Rachel Banham    | 1993 | 175  | 78   |
| 21 | Stati Uniti (bandiera) | G     | Kayla McBride    | 1992 | 178  | 79   |
| 22 | Stati Uniti (bandiera) | G     | Yvonne Turner    | 1987 | 178  | 59   |
| 24 | Stati Uniti (bandiera) | G     | Napheesa Collier | 1996 | 188  | 83   |
| 30 | Stati Uniti (bandiera) | A     | Hannah Sjerven   | 1998 | 191  | 88   |
| 31 | Serbia (bandiera)      | A     | Nikolina Milić   | 1994 | 191  | 78   |
| 34 | Stati Uniti (bandiera) | C     | Sylvia Fowles    | 1985 | 198  | 94   |
| 35 | Stati Uniti (bandiera) | A     | Angel McCoughtry | 1995 | 185  | 78   |

## Staff tecnico
- Allenatore: Cheryl Reeve
- Vice-allenatori: Plenette Pierson (fino al 6 giugno)[1], Katie Smith, Rebekkah Brunson
- Preparatore atletico: Chuck Barta
- Assistente preparatore atletico: Brandi BlueArm